# میوه‌خورک سرخ‌نواری
میوه‌خورک سرخ‌نواری (نام علمی: Pipreola whitelyi) نام یک گونه از سرده میوه‌خورک است.